# Els Poblets
Els Poblets (en castillan et en valencien), est une commune d'Espagne de la province d'Alicante dans la Communauté valencienne. Elle est située dans la comarque de la Marina Alta et dans la zone à prédominance linguistique valencienne.

## Patrimoine

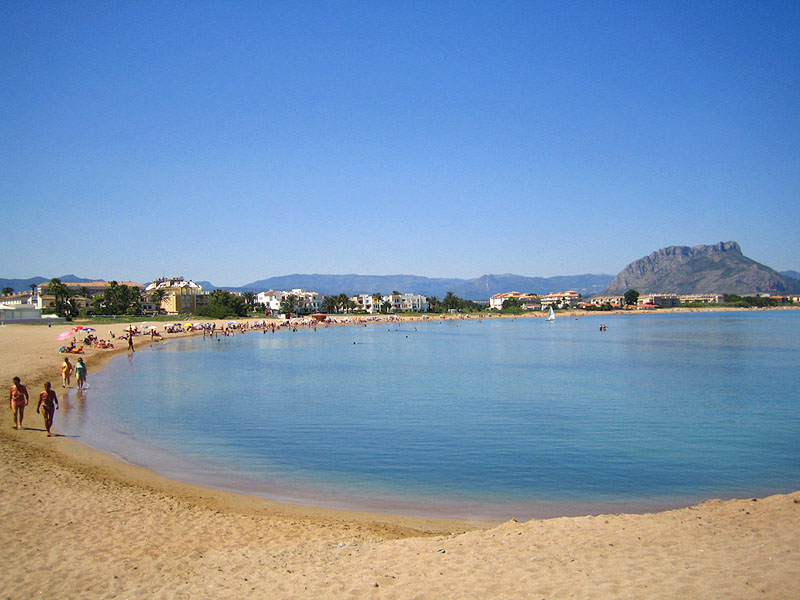
La baie de l'Almadrava

## Géographie

Localisation d'Els Poblets
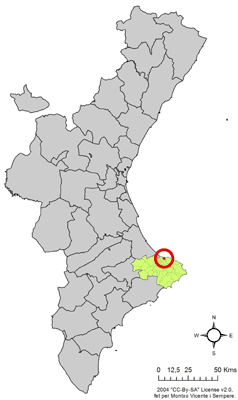
dans la Communauté valencienne.
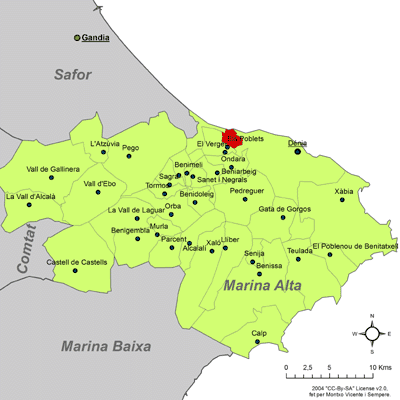
dans la comarque de la Marina Alta.